# Tony Campolo
Anthony Campolo (Filadelfia, 25 febbraio 1935 – Bryn Mawr, 19 novembre 2024) è stato un pastore protestante e sociologo statunitense.

## Biografia
Nato a Filadelfia il 25 febbraio 1935, fu ordinato pastore battista nel 1957. Dopo aver preso il diploma in teologia al Palmer Theological Seminary, studiò sociologia alla Temple University dove conseguì laurea e dottorato.
Insegnò sociologia per dieci anni all'Università della Pennsylvania. 
Nel 1998 divenne consigliere spirituale del presidente Bill Clinton.
Nel 2007 insieme a Shane Claiborne fondò i Red Letter Christians, con l'obiettivo di riunire gli evangelici che credono nell'importanza di sottolineare le questioni di giustizia sociale sollevate da Gesù (le cui parole sono in rosso in alcune traduzioni della Bibbia).
Nel giugno del 2020 fu colpito da un ictus che lo lasciò semiparalizzato nella metà sinistra del corpo.
Tony Campolo morì a Bryn Mawr il 19 novembre 2024, all'età di 89 anni.

## Vita privata
Si sposò il 7 giugno 1958 con Peggy Davidson ed ebbe due figli.